# Akademie für Alte Musik Berlin

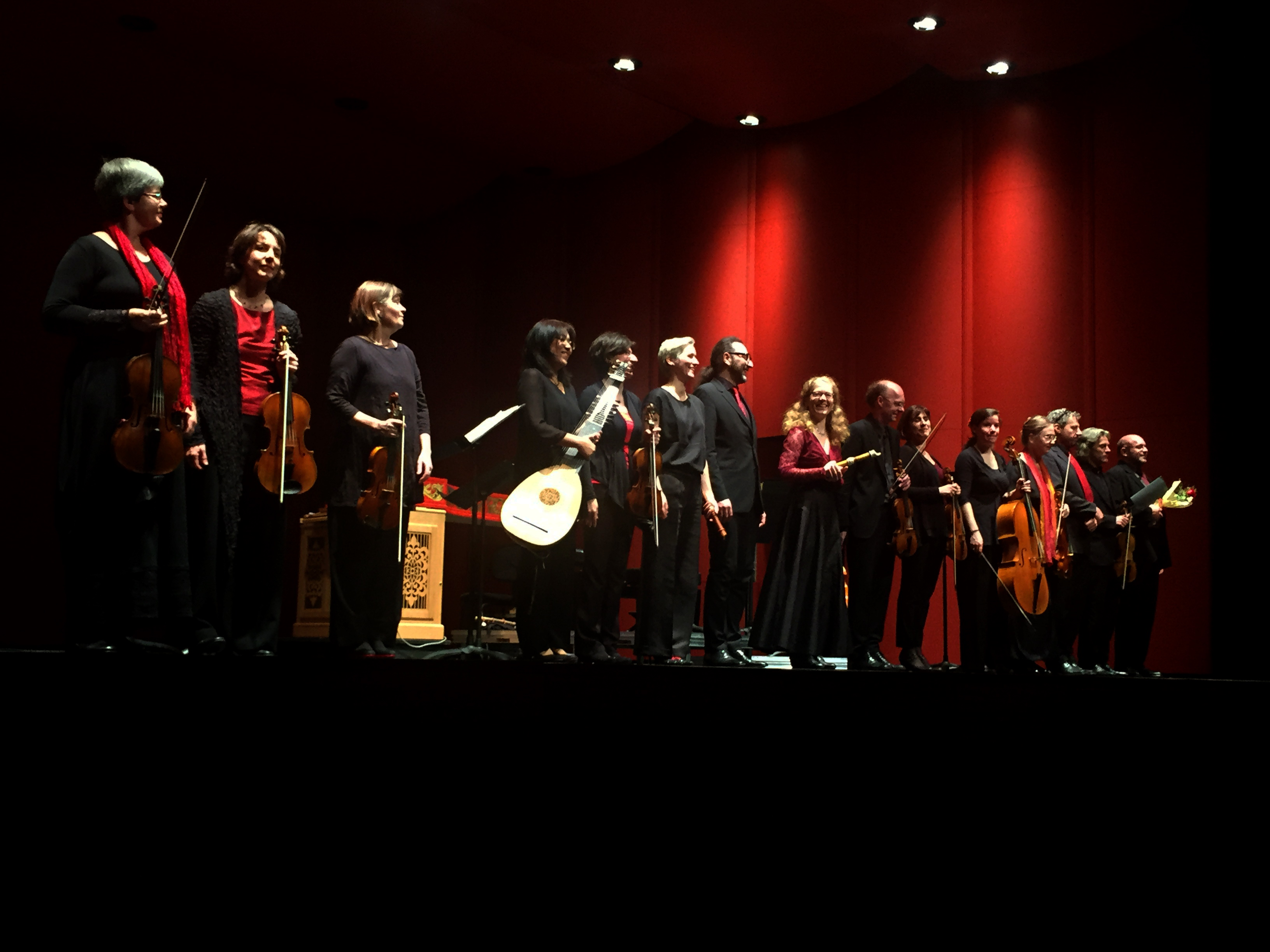
Akademie für Alte Musik Berlin

Die Akademie für Alte Musik Berlin (kurz: Akamus) ist ein 1982 in Ost-Berlin für die stilgerechte Aufführung der Musik des Barock und der Klassik gegründetes Orchester. Hierfür wird die jeweilige Musik auf dem Instrumentarium der Entstehungszeit, bzw. deren Nachbauten gespielt. Weiterhin sollen die historisch überlieferten Anweisungen für das Spiel der jeweiligen Instrumente und die Umsetzung des musikalischen Kontextes in Bezug auf Artikulation, Dynamik, Phrasierung, Tempo, Agogik etc. in deren Entstehungszeit eine große Rolle spielen.
Das Orchester arbeitet meistens ohne einen Dirigenten. Lediglich für Projekte mit großer Orchesterbesetzung (Klassik, Romantik) wird gelegentlich ein Gastdirigent eingeladen, so Emmanuelle Haïm, Bernard Labadie, Paul Agnew, Diego Fasolis oder Rinaldo Alessandrini.
CD-Einspielungen der Akademie für Alte Musik Berlin entstanden für die Labels Harmonia Mundi France (seit 1994), Pentatone und Accentus.

## Geschichte
Zwei Jahre nach ihrer Gründung 1982 erhielt die Akamus ihre erste Konzertreihe im damaligen Berliner Schauspielhaus am Gendarmenmarkt, dem heutigen  Konzerthaus, die bis heute als Konzert-Abonnement fortbesteht.  1987 erschien das erste Album des Ensembles bei Eterna bzw. Capriccio in beiden Teilen Deutschlands. Nach dem Fall der Mauer entwickelte sich die internationale Bedeutung der Akademie durch befruchtende Kontakte mit Musikern jenseits des nun gefallenen Eisernen Vorhanges und zahlreiche Tourneen durch Europa, Asien, Süd- und Nordamerika kontinuierlich weiter. Ein Meilenstein war die 1992 begonnene enge Zusammenarbeit mit dem RIAS Kammerchor und seinem damaligen Chefdirigenten Marcus Creed, die unter dessen Nachfolgern Daniel Reuss und Hans-Christoph Rademann und Justin Doyle fortgesetzt wurde. Darüber hinaus besteht eine enge Kooperation mit dem Chor des Bayerischen Rundfunks unter der derzeitigen künstlerischen Leitung von Howard Arman.
Bereits zu DDR-Zeiten wurde eine enge Verbindung zum belgischen Countertenor und Dirigenten René Jacobs hergestellt. Unter seiner Leitung gab es eine Fülle von Konzerten nicht nur mit Opernaufführungen, sondern ebenso mit Oratorien, Kantaten und Orchestermusik, von denen viele auch aufgenommen und preisgekrönt wurden. Mit Solisten wie Anna Prohaska, Isabelle Faust, Alexander Melnikov, Bejun Mehta und Michael Volle arbeitet Akamus regelmäßig zusammen.
Im Kulturleben Berlins ist das Ensemble ein zentraler Pfeiler. Neben der Abonnement-Reihe im Konzerthaus Berlin prägt seine musikalische Handschrift seit 1994 das Barockrepertoire an der Berliner Staatsoper. Darüber hinaus tritt das Orchester regelmäßig in der Berliner Philharmonie auf. Mit einer eigenen Konzertreihe ist das Ensemble seit 2012 zudem im Münchener Prinzregententheater zu Gast. Im Herbst 2018 wurde das Ensemble zum „Orchestra in residence“ der Stadt Augsburg ernannt.
Konzertreisen und Festivalteilnahmen führen das Orchester regelmäßig in die europäischen Länder sowie in die USA, nach Südamerika und Asien. Hier ist die Akademie für Alte Musik Berlin Gast auf international bedeutenden Konzertpodien wie dem Concertgebouw Amsterdam, der Wigmore Hall London, dem Theater an der Wien, der Toppan Hall Tokio sowie der Carnegie Hall New York.
Mit dem inszenierten Konzert 4 Elemente – 4 Jahreszeiten (Choreographie: Juan Kruz Diaz de Garaio Esnaola) festigte die Akademie für Alte Musik Berlin ihren internationalen Ruf als kreatives und innovatives Ensemble. Gemeinsam mit der Choreographin Sasha Waltz und deren Tanzcompagnie entstanden Produktionen wie Dido & Aeneas (Musik: Henry Purcell) und Medea (Musik: Pascal Dusapin).  Wie hier bei Dusapins Oper führte die Akademie schon des Öfteren Werke mit Neuer Musik auf, die dezidiert für das barocke Instrumentarium komponiert wurden, so z. B. von Christian Jost, Toshio Hosokawa und Oscar Strasnoy.
Das Orchester wurde als eines von zehn internationalen Spitzenorchestern als „Orchestra of the Year“ bei den Gramophone Classical Music Awards 2019 nominiert.

## Mitglieder
Der Stamm des Orchesters besteht aus etwa 30 Musikern. Die Anzahl der Mitwirkenden schwankt je nach Repertoire zwischen 7 und 45. Zu den bekanntesten Ensemblemitgliedern gehören die Konzertmeister Bernhard Forck und Georg Kallweit, der Geiger Stephan Mai, der Violoncellist Jan Freiheit, der Flötist Christoph Huntgeburth, die Oboistin Xenia Löffler, die Trompeterin Ute Hartwich sowie der Cembalist Raphael Alpermann.
Zu ihren Ehrenmitgliedern ernannte das Orchester die Dirigenten René Jacobs und Marcus Creed.

## Auszeichnungen
- Grammy für Christoph Willibald Gluck: Italian Arias mit Cecilia Bartoli, 2002
- International Classical Music Awards für Wolfgang Amadeus Mozart Die Zauberflöte, 2011
- Preis der deutschen Schallplattenkritik für Georg Philipp Telemann: Orpheus (René Jacobs), 1998; Arien für Farinelli, mit Vivica Genaux, 2002 und Wolfgang Amadeus Mozart Die Zauberflöte (René Jacobs), 2011
- Choc – Le Monde de la musique für Johann Sebastian Bach: Geistliche Kantaten, 1996; Johann Sebastian Bach: Weihnachts-Oratorium, 1997; Arien für Farinelli, 2002; Carl Philipp Emanuel Bach: Sinfonien und Konzerte, 2001; Johann Sebastian Bach: Motetten, mit dem RIAS-Kammerchor, 2005; Georg Philipp Telemann: Blockflöten-Konzerte mit Maurice Steger, 2006 und Antonio Vivaldi: Doppelkonzerte, 2007
- Choc de Classica für Georg Philipp Telemann: Brockes-Passion, 2009 und Wolfgang Amadeus Mozart Die Zauberflöte, 2011
- Diapason d’or für Alessandro Scarlatti: Il primo omicidio, 1998; Georg Philipp Telemann: La Chasse/Tragikomische Suite, 1999; Georg Philipp Telemann: Blockflöten-Konzerte, 2006; und  Reinhard Keiser: Croesus (René Jacobs), 2000; Johann Sebastian Bach: Motetten, 2005 und Johann Ludwig Bach: Trauermusik, 2011
- Edison Classical Music Award für Georg Philipp Telemann: La Chasse/Tragikomische Suite, 1999 und Reinhard Keiser: Croesus, 2000
- Gramophone Award für Alessandro Scarlatti: Il primo omicidio, 1998 und Georg Friedrich Händel: Ombra mai fù mit Andreas Scholl, 1999
- Midem Classical Award für Georg Friedrich Händel: Ombra mai fù, 1999
- Georg-Philipp-Telemann-Preis der Landeshauptstadt Magdeburg, 2006
- Echo Klassik in der Kategorie Chorwerkeinspielung des Jahres und in der Kategorie „Audiophile Mehrkanaleinspielung des Jahres“ mit dem RIAS Kammerchor unter Leitung von René Jacobs für Johann Sebastian Bachs Matthäus-Passion, 2014[1]